# Eresus moravicus
Espèce
Eresus moravicus est une espèce d'araignées aranéomorphes de la famille des Eresidae.

## Distribution
Cette espèce se rencontre en Tchéquie, en Autriche, en Slovaquie, en Hongrie, en Ukraine, en Roumanie, en Bulgarie, en Grèce, en Albanie et au Kosovo.

## Description

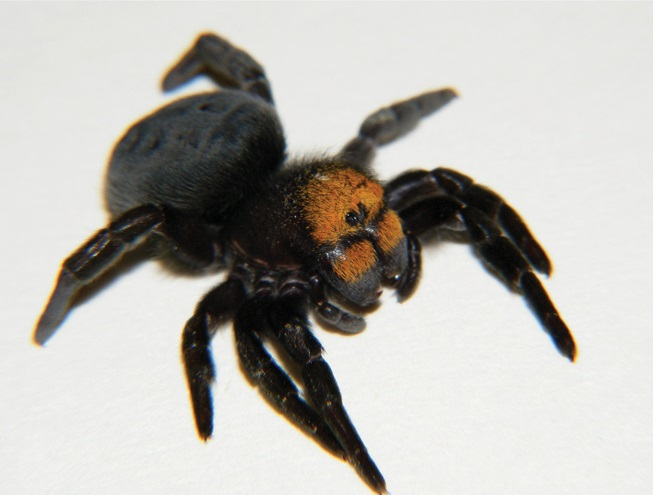
Eresus moravicus ♀

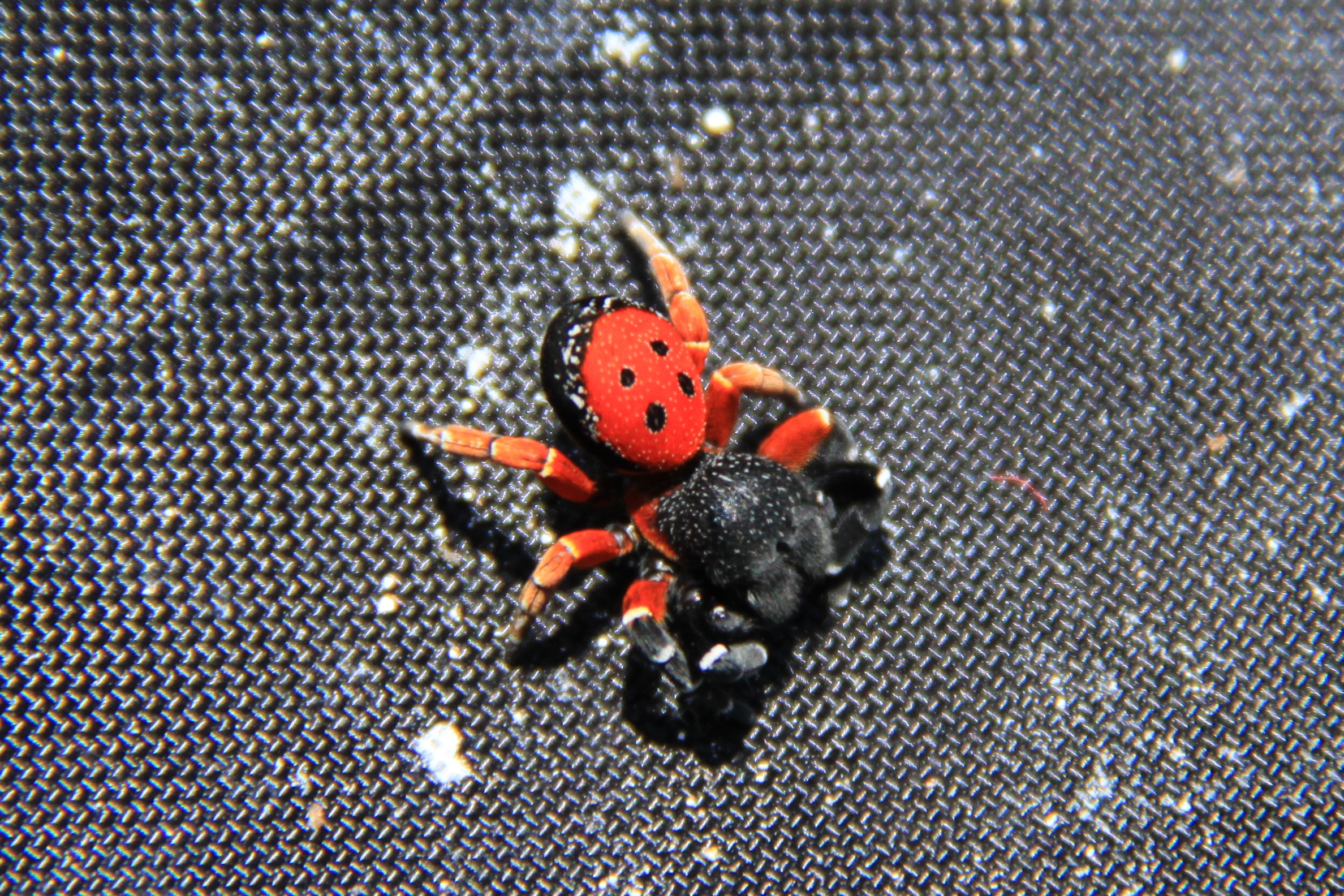
Eresus moravicus

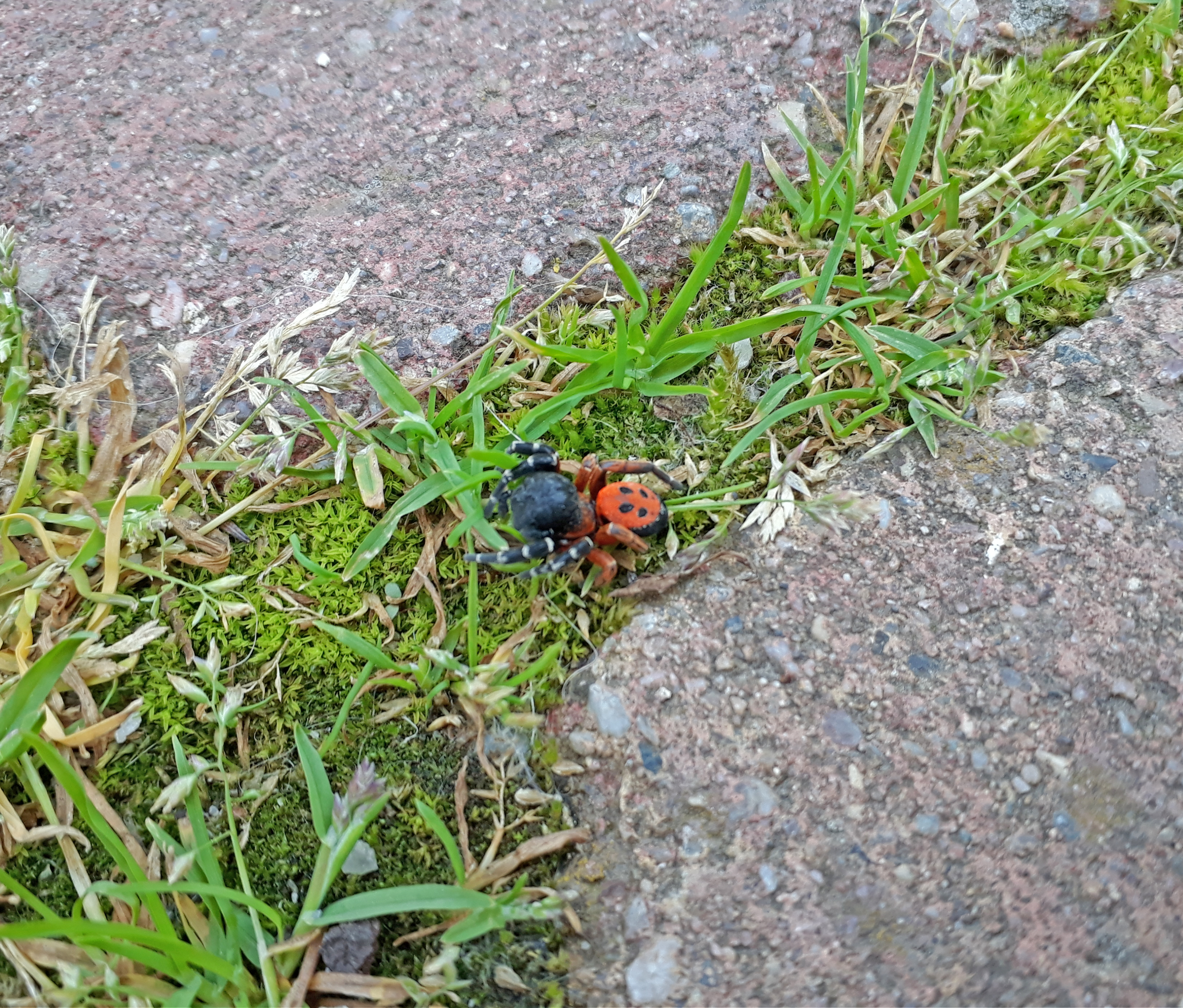
Eresus moravicus

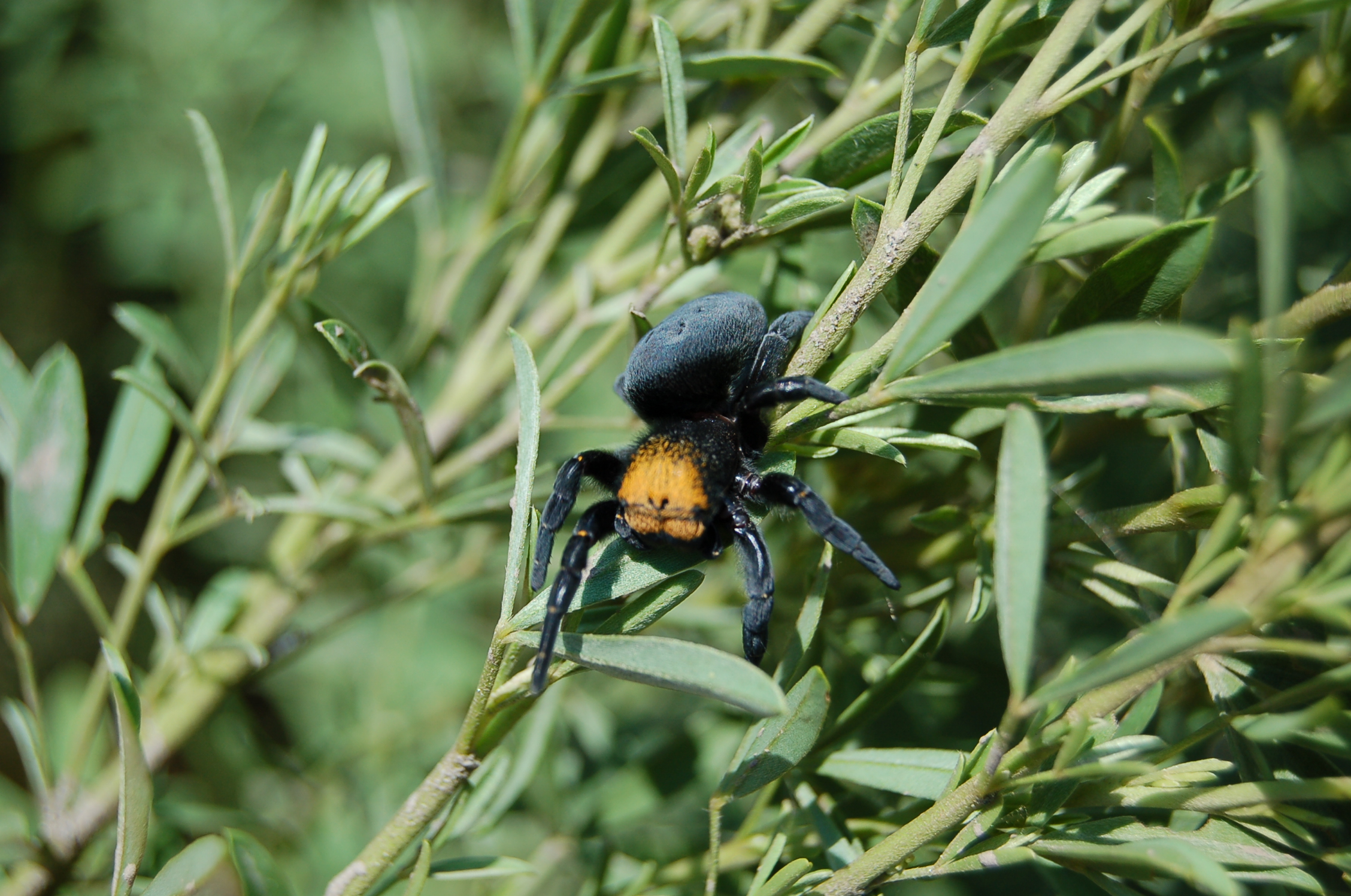
Eresus moravicus

La carapace des mâles mesure de 3,5 à 5,6 mm de long et la carapace des femelles de 5,9 à 9,9 mm.

## Systématique et taxinomie
Cette espèce a été décrite par Řezáč en 2008.

## Étymologie
Son nom d'espèce lui a été donné en référence au lieu de sa découverte, la Moravie.

## Publication originale
- Řezáč, Pekár & Johannesen, 2008 : « Taxonomic review and phylogenetic analysis of central European Eresus species (Araneae: Eresidae). » Zoologica Scripta, vol. 37, no 3, p. 263-287.